# Rogóż (Lidzbark Warmiński)
Rogóż (deutsch Roggenhausen) ist ein Dorf in der Landgemeinde Lidzbark Warmiński (Heilsberg) im Powiat Lidzbarski (Kreis Heilsberg) in der polnischen Woiwodschaft Ermland-Masuren.

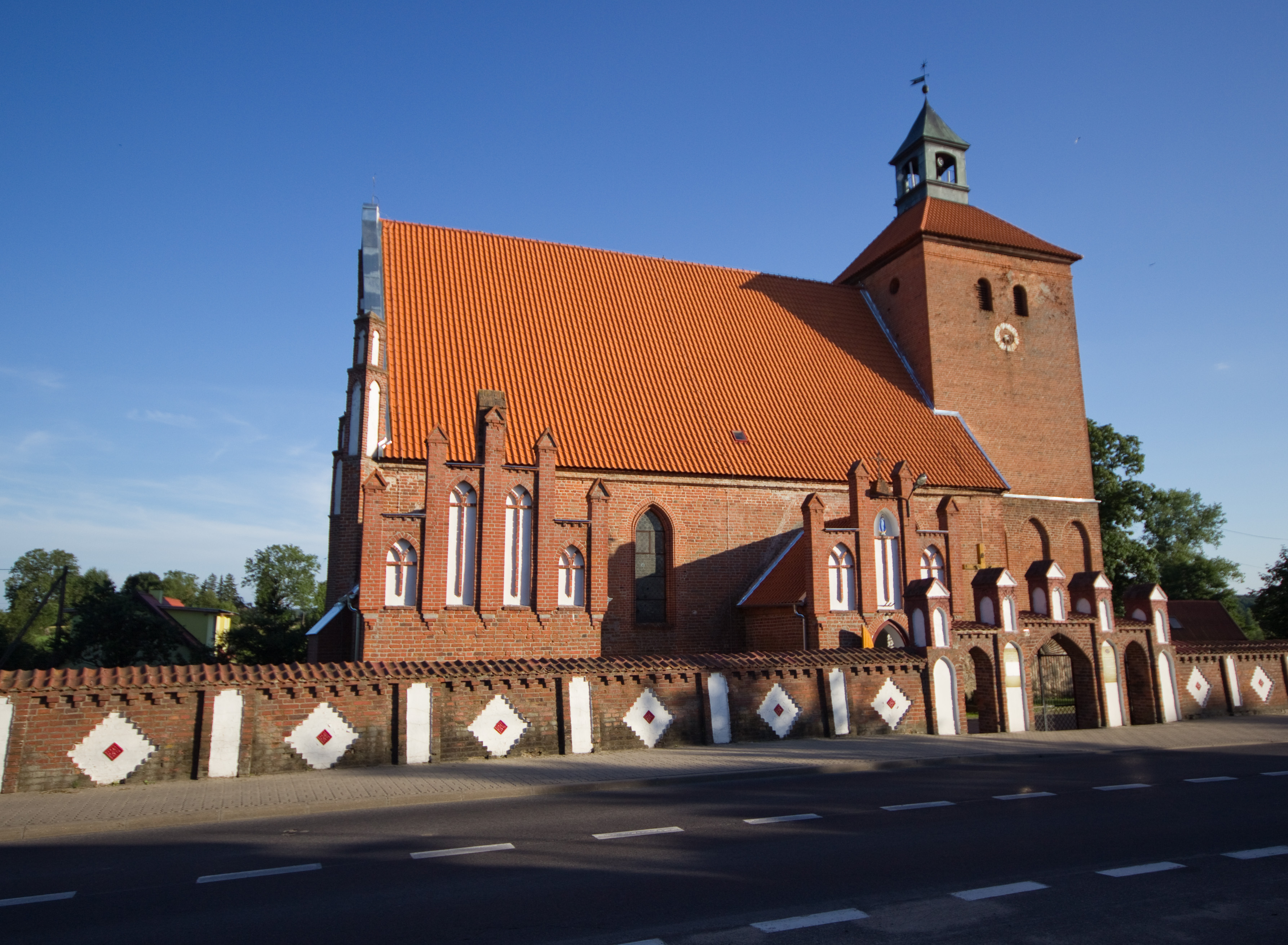
Dorfkirche in Rogóż

## Geographische Lage

Roggenhausen (Roggenhsn.) unweit der Alle, östlich von Elbing und nordöstlich von Heilsberg, auf einer Landkarte von 1910

Das Dorf liegt in der historischen Region Ostpreußen in der Nähe des östlichen Ufers der Alle (polnisch Łyna), etwa sieben Kilometer nordöstlich der Stadt Lidzbark Warmiński (Heilsberg) und 63 Kilometer südlich von Königsberg (russisch Kaliningrad).

## Geschichte

### Ortsgeschichte
Das Kirchdorf Roghausen – erst nach 1785 Roggenhausen genannt – wurde vor 1335 gegründet, erhielt die Handfeste jedoch erst im Jahre 1338. Am 21. Mai 1874 wurde die Landgemeinde Roggenhausen Amtsdorf und damit namensgebend für einen Amtsbezirk im ostpreußischen Kreis Heilsberg innerhalb des Regierungsbezirks Königsberg. Er bestand anfangs aus sieben, am Ende aufgrund struktureller Veränderungen noch aus vier Kommunen.
Im Jahre 1910 zählte Roggenhausen 381 Einwohner. Am 30. September 1928 vergrößerte sich Roggenhausen um die beiden Gutsbezirke Maraunen (polnisch Morawa) und Schweden (Wojdyty). Die Zahl der Einwohner stieg bis 1933 auf 517, und belief sich 1939 auf 526.
Bis 1945 gehörte das Bauerndorf Roggenhausen zum Kreis Heilsberg im Regierungsbezirk Königsberg der preußischen Provinz Ostpreußen des Deutschen Reichs.
Gegen Ende des Zweiten Weltkriegs wurde die Region im Frühjahr 1945 von der Roten Armee besetzt. Nach Kriegsende wurde Roggenhausen resp. Rogż´im Sommer 1945 gemäß dem Potsdamer Abkommen zusammen mit der südlichen Hälfte Ostpreußens zum Bestandteil der Volksrepublik Polen. Danach begann die Zuwanderung polnischer Migranten. Soweit die einheimischen Dorfbewohner nicht geflohen waren, wurden sie in der Folgezeit aus Roggenhausen vertrieben.
Heute bildet das Dorf ein Schulzenamt innerhalb der Gmina Lidzbark Warmiński im Powiat Lidzbarski in der Woiwodschaft Ermland-Masuren (1975 bis 1998 Woiwodschaft Olsztyn). Rogóż zählte im Jahre 2021 621 Einwohner.

### Demographie
| Jahr | Einwohner | Anmerkungen                                  |
| ---- | --------- | -------------------------------------------- |
| 1816 | 213       | [ 6 ]                                        |
| 1852 | 397       | [ 7 ]                                        |
| 1858 | 411       | davon sieben Evangelische und 404 Katholiken |
| 1910 | 381       | [ 4 ]                                        |
| 1933 | 517       | [ 9 ]                                        |
| 1939 | 526       | [ 9 ]                                        |

### Amtsbezirk Roggenhausen (1874–1945)
Zum Amtsbezirk Roggenhausen gehörten in der Zeit seines Bestehens:
| Deutscher Name | Polnischer Name | Anmerkungen                         |
| -------------- | --------------- | ----------------------------------- |
| Krekollen      | Krekole         |                                     |
| Lauterhagen    | Samolubie       |                                     |
| Maraunen       | Morawa          | 1928 nach Roggenhausen eingemeindet |
| Napratten      | Napraty         |                                     |
| Reichsen       | Rejsi           | 1928 nach Krekollen eingemeindet    |
| Roggenhausen   | Rogóż           |                                     |
| Schweden       | Wojdyty         | 1928 nach Roggenhausen eingemeindet |

## Religion

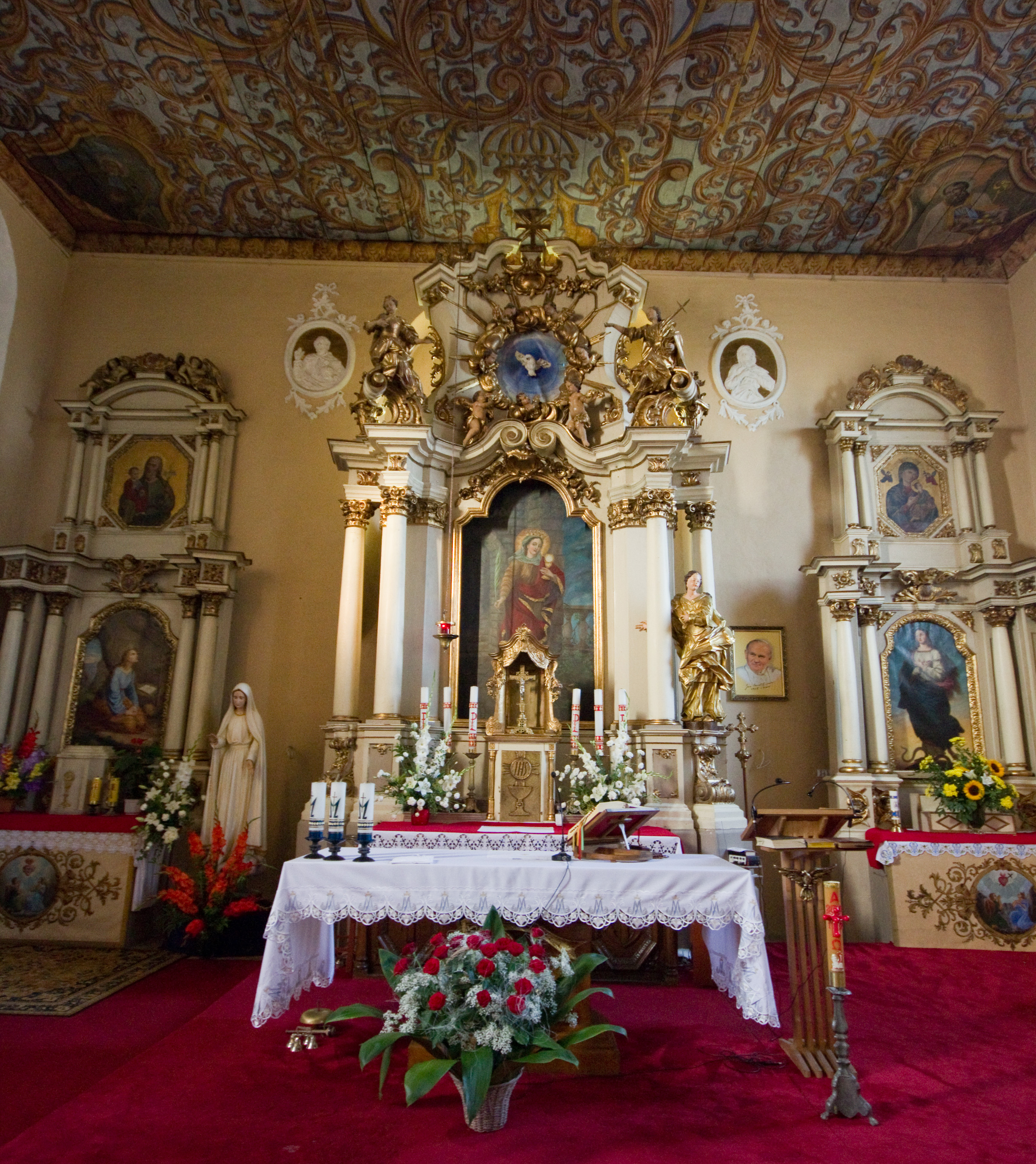
Altar der Dorfkirche

Die der Hl. Barbara geweihte gotische Backsteinkirche stammt aus der zweiten Hälfte des 14. Jahrhunderts. Sie ist auf einem Feldsteinsockel ohne Chor erbaut. Der Turm ist von 1797.
Die Holzdecke im Kircheninnern stammt mit ihrer Bemalung von 1720. Der Hochaltar von 1760/1770 ist evtl. ein Werk von Christian Bernhard Schmidt oder aber von Christoph Perwanger. Die Kanzel von 1630 wurde 1680 umgestaltet. Der Taufstein in der Turmhalle ist aus Granit und entstammt dem 14./15. Jahrhundert. Im Jahre 1886 und in den Jahren 1819 bis 1919 wurde das Kirchengebäude grundlegend restauriert.
Vor 1945 gehörten die mehrheitlich römisch-katholischen Einwohner von Roggenhausen zur Pfarrei Roggenhausen im Bistum Ermland, während der evangelische Bevölkerungsteil der Kirche Heilsberg im Superintendenturbezirk Braunsberg im Kirchenkreis Ermland innerhalb der Kirchenprovinz Ostpreußen der Kirche der Altpreußischen Union zugeordnet war.
Die katholischen Kirchenglieder des Orts gehören heute zum Dekanat Lidzbark Warmiński im Erzbistum Ermland. Die evangelischen Kirchenglieder gehören jetzt zur Diözese Masuren der evangelisch-lutherischen Kirche in Polen.

## Verkehr
Straße

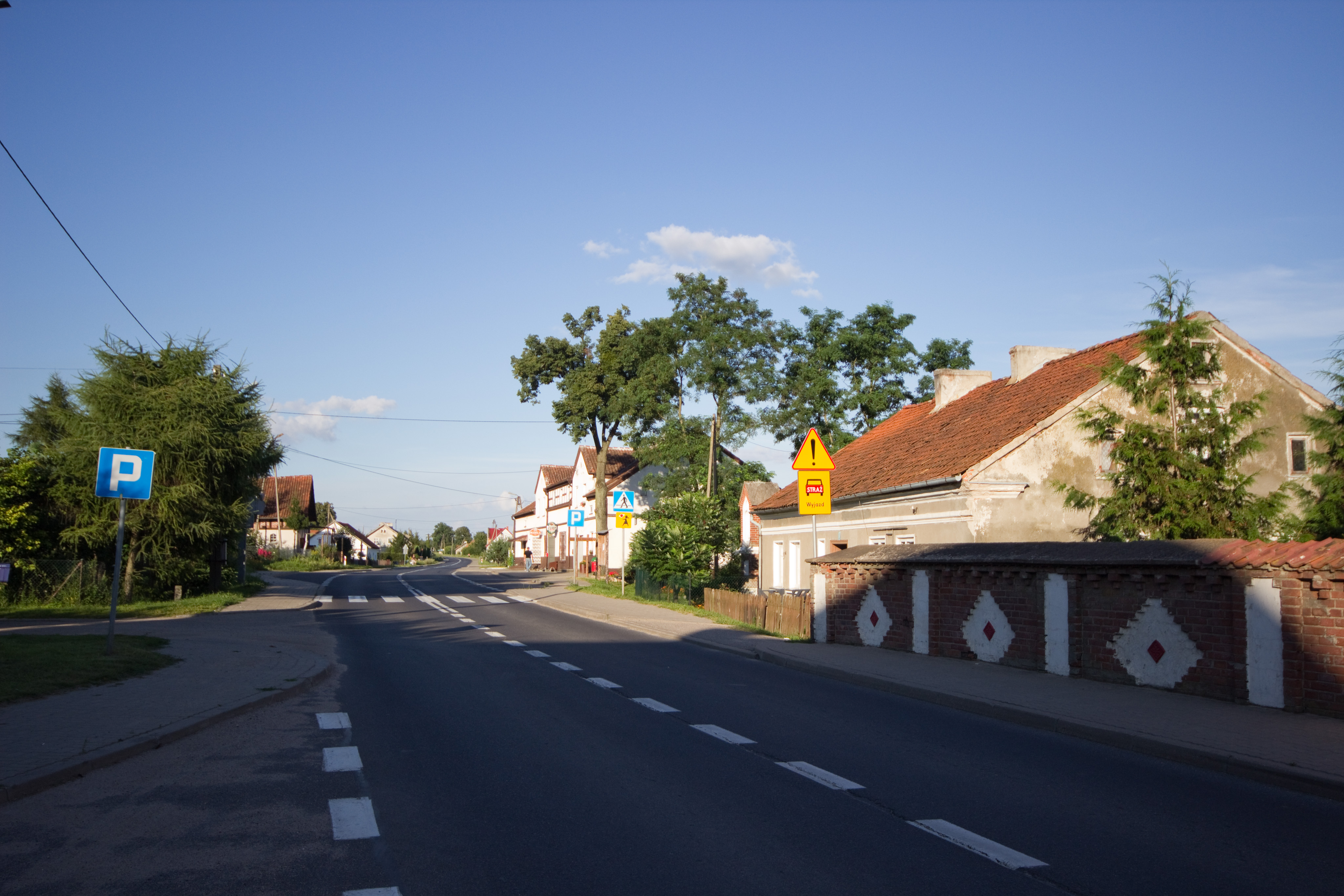
Die Ortsdurchfahrt Rogóż der Landesstraße 51

Rogóż liegt an der polnischen Landesstraße 51 (ehemalige deutsche Reichsstraße 142), die die russisch-polnische Staatsgrenze (EU-Außengrenze) mit der Woiwodschaftshauptstadt Olsztyn (Allenstein) verbindet. Zwei lokale Nebenstraßen – von Kotowo (Katzen) bzw. von Knipy (Knipstein) kommende – enden in Rogóż.
Schienen
Zwischen 1916 und 1992 war „Roggenhausen (Ostpreußen)“ resp. Rogóż Bahnstation an der früheren Bahnstrecke von Heilsberg (polnisch Lidzbark Warmiński) über Bartenstein (Bartoszyce) und Friedland (jetzt russisch Prawdinsk) nach Wehlau (Snamensk), die nach 1945 als Bahnlinie 255 von der Polnischen Staatsbahn (PKP) lediglich noch zwischen Lidzbark Warmiński und Bartoszyce befahren wurde. Sie wurde 1992 geschlossen, und die Anlagen zwischenzeitlich demontiert.

## Persönlichkeit des Ortes
- Felix Zimmermann (1886–1945), deutscher römisch-katholischer Geistlicher und Märtyrer, war von 1940 bis 1945 Pfarrer in Roggenhausen, starb im Lager Swerdlowsk